# Dán Norbert
Dán Norbert, eredeti neve: Földváry/Feldhandler József (Budapest, 1892. február 26. vagy február 27., más forrás szerint 1895. március 27. – 1946) magyar némafilmszínész, sanzonénekes.

## Életpályája
Rákosi Szidi színiiskolájában tanult, majd 1912-től a Király Színházban, 1913–1914 között a Vígszínházban szerepelt. Ezután énektanulmányokat folytatott a Zeneakadémián. 1917–1918 között a Modern Színpad tagja volt. A filmszakmához Deésy Alfréd fedezte fel és szerződtette a Star filmgyárhoz. 1922-ben az Intim Kabaréban vendégszerepelt, majd 1923 őszén a Király Színházhoz szerződött. Az 1930-as évek elején a Magyar Rádióban és előadói esteken énekelt.

### Karrierje
Családi nevén mint sanzonénekes volt ismert. Az első világháború utolsó éveiben került kapcsolatba a filmművészettel. Elegáns megjelenésével rövidesen a magyar némafilmgyártás egyik közkedvelt hősszerelmest alakító színésze lett. A hangosfilmgyártás megindulása után nem vállalt filmszerepet.

## Filmjei
- Leoni Leo (1917)
- Az élet királya (1917)
- A régiséggyűjtő (1917)
- Tryton (1917)
- A tűz (1917)
- Tavaszi vihar (1917-1918)
- Álarcosbál (1918)
- Az ezresbankó (1918)
- Júlia (1918)
- Leányasszony (1918)
- A fejedelmi nap (1918)
- A csábító (1918)
- A nővérek (1918)
- Aphrodite (1918)
- Lulu (1918)
- A lavina (1918)
- Casanova (1918–1919)
- Midás király (1919)
- Éva (1919)
- A falusi kislány Pesten (1919)
- Kártyavár (1919)
- Egy az eggyel (1920)
- Mackó úr kalandjai (1921)
- A gyerekasszony (1921)
- Lilike kalandjai (1921)
- Náni (1921)
- Tavaszi szerelem (1921)
- A kutyamosó (1924)
- Az elhagyottak (1925)
- Zsuzsanna és a vének (1928)
- Négylevelű lóhere (1931)